# Słowenkowo
Słowenkowo – wieś w Polsce położona w województwie zachodniopomorskim, w powiecie świdwińskim, w gminie Sławoborze.
W 2014 we wsi oddano do użytku dwa prywatne, śmigłowcowe lądowiska: Agro Słowenkowo oraz PRH Słowenkowo.